# Numery telefoniczne na Malcie
Malta przyjęła nowy plan numeracji w latach 2001–2002, w którym numery telefonów zostały rozszerzony do ośmiu cyfr dla numerów stacjonarnych i mobilnych. Wcześniej, numery telefonów stacjonarnych miały sześć cyfr, a pagery, poczta elektroniczna i telefony komórkowe – siedem.

## Numeracja geograficzna
Prefiks 21 został dodany do numerów stacjonarnych operatora Maltacom.
```
        xx xxxx (przed 2002, połączenia lokalne na Malcie)
      
21
xx xxxx (po 2002, połączenia lokalne na Malcie)
 +356 
21
xx xxxx (po 2002, połączenia międzynarodowe na Maltę)
```

Numery stacjonarne operatora Melita mają prefiks 27.

## Numeracja niegeograficzna
Prefiks 9 przed 7-cyfrowymi numerami komórkowymi operatora Vodafone został zmieniony na 99.
```
       9xx xxxx (przed 2002, połączenia lokalne na Malcie)
      
99
xx xxxx (po 2002, połączenia lokalne na Malcie)
 +356 
99
xx xxxx (po 2002, połączenia międzynarodowe na Maltę)
```

Prefiks 09 numerów telefonów komórkowych operatora Vodafone został zmieniony na 99.
Prefiks 09 przed 8-cyfrowymi numerami komórkowymi został zmieniony na 99. Cyfra 0 była dodawana przy połączeniach międzynarodowych na Maltę, jak również przy połączeniach lokalnych na Malcie. 
```
      09xx xxxx (przed 2002, połączenia lokalne na Malcie)
      
99
xx xxxx (po 2002, połączenia lokalne na Malcie)
 +356 
09
xx xxxx (przed 2002, połączenia międzynarodowe na Maltę)
 +356 
99
xx xxxx (po 2002, połączenia międzynarodowe na Maltę)
```

Inne numery zakresu niegeograficznego również zostały zmienione, prefiks przed 7-cyfrowymi numerami skrzynek został zmieniony z 07 na 217.
```
         07x xxxx (przed 2002, połączenia lokalne na Malcie)
        
217
x xxxx (po 2002, połączenia lokalne na Malcie)
    +356 
07
x xxxx (przed 2002, połączenia międzynarodowe na Maltę)
    +356 
217
x xxxx (po 2002, połączenia międzynarodowe na Maltę)
```

Podobnie, prefiks przed numerami pagerów został zmieniony z 70 oraz 71 na 7117.
```
       70x xxxx (przed 2002, połączenia lokalne na Malcie)
      
7117
 xxxx (po 2002, połączenia lokalne na Malcie)
 +356 
7117
 xxxx (po 2002, połączenia międzynarodowe na Maltę)
```